# Lucoli
Lucoli est une commune de la province de L'Aquila dans les Abruzzes en Italie.

## Administration
| Période                                  | Période  | Identité         | Étiquette | Qualité |
| ---------------------------------------- | -------- | ---------------- | --------- | ------- |
| 14 juin 2004                             | En cours | Luciano Giannone |           |         |
| Les données manquantes sont à compléter. |          |                  |           |         |

### Hameaux
Collimento, Casamaina, Lucoli Alto, Vado Lucoli, Spogna, Spognetta, Colle, Casavecchia, Piaggia, Prata, Peschiolo, Santa Croce, Francolisco, Santa Menna, Sant'Andrea, Prato Lonaro

### Communes limitrophes
Borgorose (RI), L'Aquila, Rocca di Cambio, Rocca di Mezzo, Tornimparte